# Dodecaibidion ornatipenne
Dodecaibidion ornatipenne là một loài bọ cánh cứng trong họ Cerambycidae.